# Nationaluniversität Taipeh

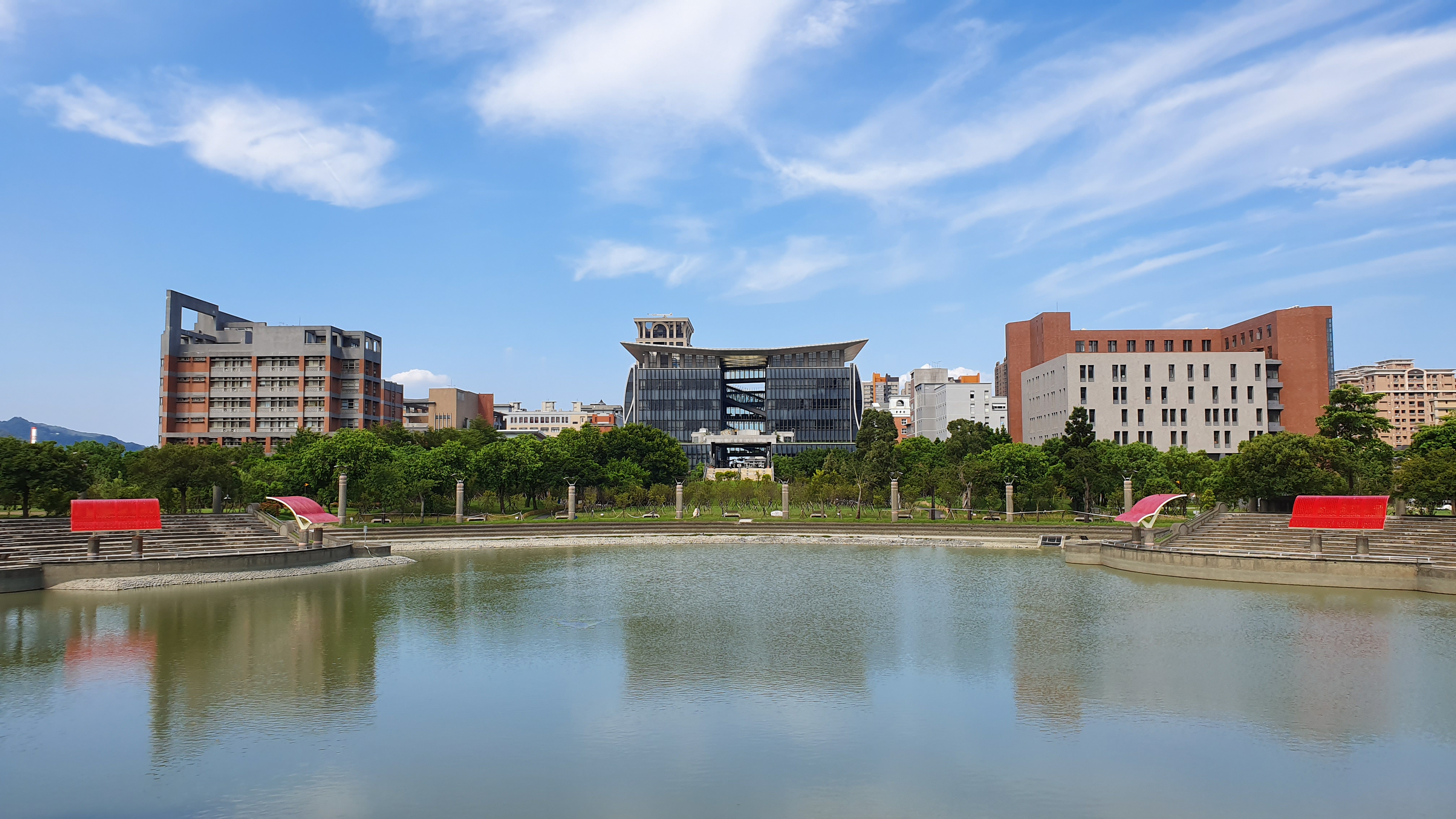
Campusgelände in Sanxia

Die Nationaluniversität Taipeh (NTPU, chinesisch 國立臺北大學, Pinyin Guólì Táiběi Dàxué, englisch National Taipei University ist eine Universität in Neu-Taipeh in der Republik China auf Taiwan.

## Geschichte

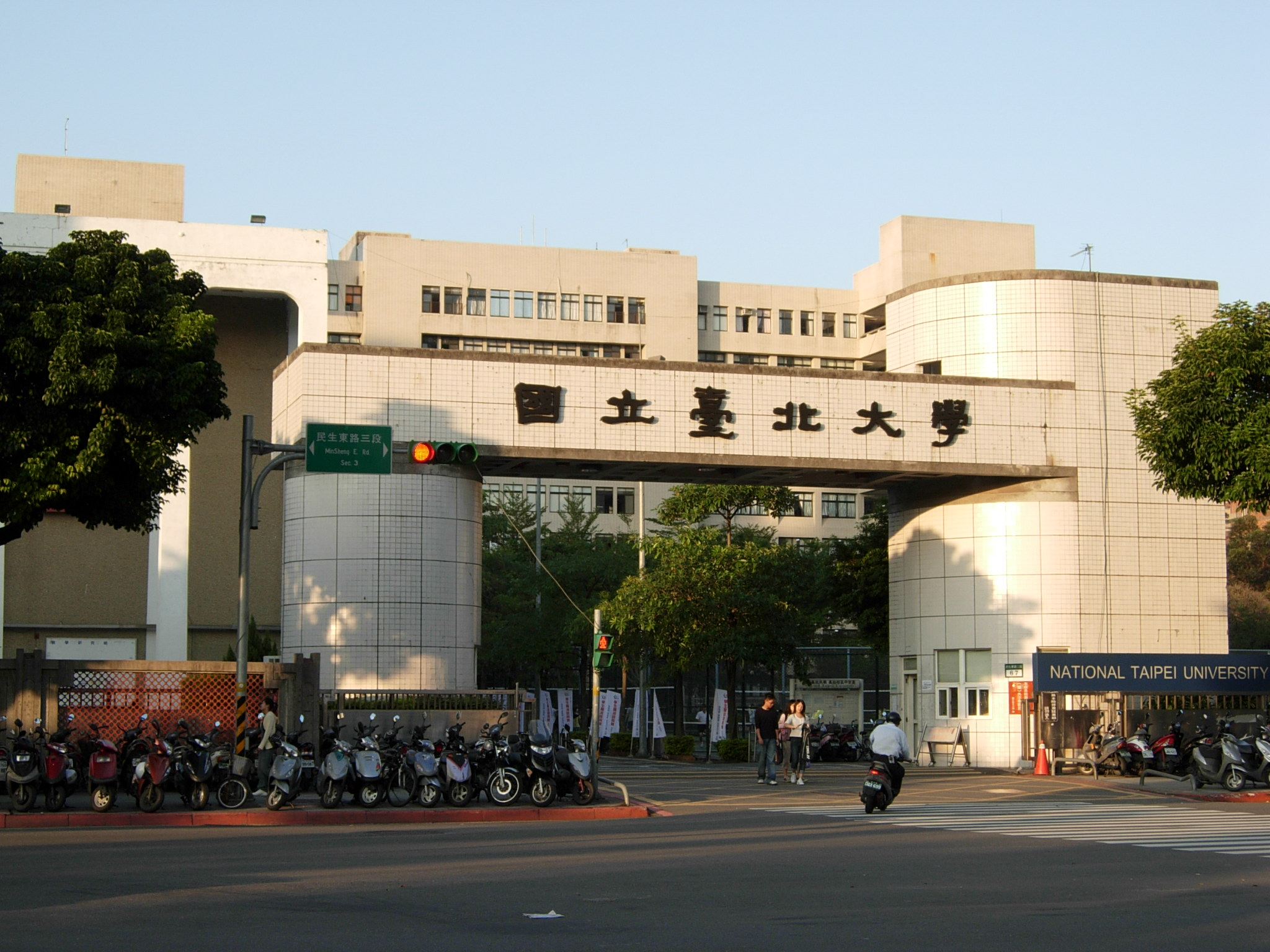
Haupteingang zum Campusgelände in Taipeh

Vorläufer der späteren Nationaluniversität war die „Provinzhochschule für Öffentliche Verwaltung“, die 1949 in Taipeh mit dem Zweck gegründet wurde, die künftige juristische und wirtschaftliche Elite des Landes auszubilden. Im Jahr 1961 wurde diese Verwaltungshochschule zusammen mit der neu etablierten Hochschule für Natur- und Ingenieurwissenschaften und der Provinzhochschule für Landwirtschaft zu einer neuen Universität, der Taiwanischen Chung-Hsing-Provinzuniversität zusammengeschlossen. Die neue Universität hatte zwei Campusse – einen in Taichung und einen in Taipeh. In den folgenden Jahrzehnten folgten weitere Ausbauten und 1971 wurde die Provinzuniversität zur Nationaluniversität erhoben. Im Jahr 2000 erfolgte eine Universitätsreform und die Einrichtungen der Chung-Hsing-Nationaluniversität auf dem Campus Taipeh wurden abgetrennt und zur neuen Nationaluniversität Taipeh umgeformt.
Bis zum Jahr 2010 wurden die Universitätsinstitute vom alten Campusgelände in der Innenstadt von Taipeh zum größten Teil auf das neue Campusgelände Sanxia in Neu-Taipeh verlegt. Die NTPU ist, wie die meisten taiwanischen Universitäten sehr um internationale Verbindungen bemüht. Nach eigenen Angaben unterhielt sie im Jahr 2017 offizielle Kontakte zu 160 ausländischen Universitäten in 29 Ländern.

## Ranking
Im Times Higher Education-Hochschulranking 2013 kam die NTPU auf Platz 100 unter den Universitäten in Asien. 16 taiwanische Universitäten wurden besser platziert. In den folgenden Rankings der Jahre 2014 bis 2017 tauchte die NTPU nicht mehr auf.

## Organisation der Universität
Im Jahr 2017 war die Universität in sechs Hochschulen (Colleges) unterteilt, die wiederum in einzelne Abteilungen (Departments), Graduiertenschulen oder Programme untergliedert waren:
1. Rechtswissenschaft (College of Law)
- Rechtswissenschaft

2. Wirtschaftswissenschaften (College of Business)
- Betriebswirtschaft
- Finanzwesen und Geschäftsführung
- Rechnungswesen
- Statistik
- Sport als Freizeiterholung
- Graduiertenschule für Informationsmanagement
- Graduierteninstitut für internationales Geschäftswesen
- Master-Programm für Betriebswirtschaft (MBA) im Bereich Finanzen

3. Öffentliche Angelegenheiten (College of Public Affairs)
- Öffentliche Verwaltung
- Öffentliche Finanzen
- Liegenschaften- und Gebäudemanagement
- Graduiertenschule für Stadtplanung
- Graduiertenschule für Management von Naturressourcen
- Internationales Programm für Stadtverwaltung

4. Sozialwissenschaften (College of Social Sciences)
- Wirtschaft
- Soziologie
- Soziale Arbeit
- Graduiertenschule für Kriminologie

5. Geisteswissenschaften (College of Humanities)
- Chinesische Literatur
- Fremdsprachen und angewandte Sprachwissenschaft
- Geschichte
- Graduierteninstitut für Volkskunde und kulturelles Erbe

6. Elektrotechnik und Computerwissenschaft (College of Electrical Engineering and Computer Science)
- Computerwissenschaft und Informationsverarbeitung
- Nachrichtentechnik
- Elektrotechnik